# Башлачов Олександр Миколайович
Башлачо́в Олекса́ндр Микола́йович (рос. Башлачёв Александр Николаевич), також відомий під сценічним прізвиськом СашБаш (27 травня 1960 — 17 лютого 1988, Ленінград) — радянський поет, музикант, автор та виконавець пісень. Культова фігура в історії радянського поетичного року. 

## Біографія
Олександр Миколайович Башлачов народився 27 травня 1960 року в місті Череповець. Його батько Микола Олексійович Башлачов працював на Череповецькому моторному заводі (ЧМЗ), був начальником цеху, а мати Неллі Миколаївна була вчителькою хімії.
У 1967–1977 роках Олександр навчався в середній школі. По закінченню школи влаштувався працювати художником на Череповецький металургійний комбінат, але в 1978 році звільнився та вступив до Уральського державного університету на факультет журналістики.
З початку 1980-х років писав критичні статті для місцевої газети «Коммунист». Був одним із організаторів череповецького концептуального проекту «Рок Сентябрь», для якого писав тексти пісень. Активно співпрацював з такими відомими музикантами, як Костянтин Кінчев («Алиса»), Борис Гребенщиков («Аквариум»), Єгор Лєтов («Гражданская оборона») та ін.
Альбоми «Третья столица» (1986), «Вечный пост» (1987) та деякі інші були видані вже після смерті Башлачова Борисом Гребенщиковим.
Перебуваючи в депресії, покінчив життя самогубством у Ленінграді на квартирі своєї подруги 17 лютого 1988 року, викинувшись з вікна. За кілька днів до цього Башлачов написав свою останню пісню, текст якої не зберігся. Через пів року після смерті СашБаша, 3 серпня, його цивільна дружина Анастасія Рахліна народила сина, якого назвали Єгором. Єгор Башлачов маючи проблеми з психікою, згодом повторив долю батька та теж закінчив життя самогубством, також викинувшись з вікна. Улюбленими рок-гуртами Башлачова були «The Doors» та «Аквариум». Серія з циклу передач «Как уходили кумиры. Башлачев» присвячена саме Олександру Башлачову.